# Грб Цириха
Грб Цириха је званични симбол швајцарског кантона Цириха. Грб датира из 1315, а задњу адаптацију је имао је 2010. године.

## Опис грба
Грб Цириха је германски штит дијагонално подјељен из горњег десног угла у доњи лијеви на два поља, од које је горње бијеле, а доње плаве боје. Грб нема додатних детаља.